# Albergaria dos Fusos
Albergaria dos Fusos é uma povoação da freguesia de Vila Ruiva, no Município de Cuba. Foi vila e sede de concelho até ao início do século XIX. O antigo município era constituído pela freguesia da sede e tinha, em 1801, apenas 89 habitantes. Aquando da extinção do concelho, a antiga freguesia foi integrada no concelho (atual município) de Cuba. A própria freguesia foi suprimida no final do século XIX e o seu território integrado no da freguesia de Vila Ruiva.